# Lithologie
La lithologie est la nature des roches formant un objet, ensemble, ou couche géologique. On évoque ainsi la lithologie d'un échantillon de roche, aussi bien que celle d'une formation géologique ou de tout un massif montagneux.  Elle est indispensable à la compréhension des modelés et de l'érosion.
Auparavant, le terme lithologie était également utilisé pour définir la pétrologie, branche de la géologie qui étudie la nature des roches d'une formation mais ce sens est devenu désuet. George Walter Tyrrell rappelle toutefois qu'il existe une tendance à utiliser le terme de pétrologie pour la science géologique, et celui de lithologie pour la géologie appliquée (ingénierie, architecture).